# عبد العزيز القطان
عبد العزيز القطان لاعب كرة قدم كويتي، يلعب الآن مع نادي الشباب الكويتي كلاعب وسط، شارك في كأس الأمير 52 مع نادي الشباب الكويتي.